# بيت ريما
بيت ريما بلدة فلسطينية من قرى الضفة الغربية وتتبع محافظة رام الله والبيرة. وهي تشترك في مجلس بلدي مع قرية دير غسانة منذ العام 1966 تحت مسمى بلدية بني زيد الغربية وتعتبر من أقدم المجالس البلدية في فلسطين. يصلها طريق فرعي يربطها بالطريق الرئيسي طوله 3.7 كم وهي أحد أهم قرى بني زيد لموقعها المركزي Bani Zeid ويعود اسمها إلى الحقبة الكنعانية حيث كانت تسمى «ريماتا» وكذلك كانت تسمى «ريميث» في الحقبة الرومانية وكلا الاسمين يعني الصخرة المرتفعة حيث تقع القرية على قمة جبلين.
تمتاز بلدة بيت ريما بإنتاجها لزيت الزيتون والذي يتم تسويقه وبيعه على المستوى الفلسطيني والعالمي. ويمتاز زيت بيت ريما بمذاقه المميز والمطلوب بشدة.
كما وتمتاز بلدة بيت ريما بمقاومتها المستمرة لجيش الاحتلال الإسرائيلي، حيث كانت وما تزال شوكة في حلق الاحتلال. فقد قدمت من الشهداء الكثير، ومنهم: علي عطا واحمد حازم ومحمد زغلول الريماوي وعبد القادر وإسماعيل البرغوثي، كما ويقبع خلف القضبان أكثر من ثمانين أسير من بلدة بيت ريما، ومنهم من أصحاب الأحكام العالية، مثل عبد الله البرغوثي صاحب أعلى حكم في تاريخ السجون الإسرائيلية وهي 67 مؤبد و500 عام، وامثال مجدي وباسل ومحمد الريماوي وحمدي قرعان منفذي عملية قتل وزير السياحة الإسرائيلي في حينه رحبعام زئيفي، والكثير من صحاب المؤبدات.

## موقعها وحدودها
تقع في الجهة الشمالية الغربية من مدينة رام الله وتبعد عنها حوالي 27 كم.ترتفع عن سطح البحر550 م
تبلغ مساحتها العمرانية حوالي 5629دونم، ومساحتها الكلية حوالي 41000 دونم، لبيت ريما موقع متميز فهي تقع عند التقاء محافظتين:
- في الشمال سلفيت: عبر طريق دير غسانة -كفر الديك.
- في الجنوب رام الله: عبر طريق أم صفا - النبي صالح.
- ثم هناك طريق اخر يربطها مع غرب قرى رام الله وهي: عابود -اللبن الغربي

## السكان
إن معظم سكان بيت ريما من المتعلمين وكلهم على الإطلاق عرب ومسلمون، وعدد سكانها يقدر بحوالي 4878 حسب مركز الاحصاء الفلسطيني لعام 2022

## الثقافة
لغة أهل بيت ريما هي العربية ويتحدثونها بلهجتهم الريفية الفلسطينية. وهناك اختلافات بسيطة في اللهجة بين الريماوي والبرغوثي بحيث أن البراغثة يفخمون بعض الأحرف التي يخففها الريماويون مثل حرف القاف والغين. كانت قبل عام 1967 تتبع لقضاء اللد التي تبعد عنها حولي 19 كم فقط، كما أنها تبعد عن ساحل البحر الأبيض المتوسط حوالي 35 كم. ثم تبعت بعد ذلك لقضاء القدس
حتى وبعد مجيء السلطة الوطنية تبعت البلدة لمحافظة رام الله.

### مراكزها الثقافية
- مركز بيت ريما الثقافي
- مركز بيت ريما النسوي

كذلك هناك مراكز اجتماعية ورياضية وثقافية
- اتحاد لجان العمل الزراعي
- نادي اتحاد بني زيد
- جمعية الزيت العضوي
- جمعية التراث والريف
- الجمعية الزراعية
- نادي اسعاد الطفولة
- اتحاد الشباب التقدمي الفلسطيني

## العمل
إن 80% من سكان بيت ريما متعلمين يعملون في مجال التدريس في المدارس والجامعات ومنهم الأطباء والمهندسين والمحامين والمهنيين والحرفيين وغيرهم، وهناك 10% يعملون في الزراعة و10% منهم عمال.

## شهداء بلدة بيت ريما
قدمت بلدة بيت ريما العديد من ابنائها شهداء منهم:
| الرقم | اسم الشهيد                                   | تاريخ الأستشهاد | الرقم | اسم الشهيد                            | تاريخ الاستشهاد | الرقم | اسم الشهيد                       | تاريخ الأستشهاد |
| ----- | -------------------------------------------- | --------------- | ----- | ------------------------------------- | --------------- | ----- | -------------------------------- | --------------- |
| 1     | الشهيد ناظم حسن ريماوي.                      | 15/6/1985       | 6     | الشهيد محمد منير احمد البرغوثي.       | 5/22/1992       | 11    | الشهيد ناصر عبد اللطيف البرغوثي. | 10/29/2023      |
| 2     | الشهيد اسماعيل احمد محمد الهودلي (البرغوثي). | 12/31/1988      | 7     | الشهيد احمد حازم ريماوي.              | 12/22/2017      | 12    | الشهيد أسيد طارق انيس الريماوي.  | 01/04/2024      |
| 3     | الشهيد عبد القادر اسماعيل خليلل البرغوثي.    | 1/8/1990        | 8     | الشهيدان الشقيقان ظافر و جواد ريماوي. | 11/29/2022      |       |                                  |                 |
| 4     | الشهيد علي عطا ريماوي.                       | 1/8/1990        | 9     | الشهيد ضياء محمد شفيق ريماوي.         | 8/12/2022       |       |                                  |                 |
| 5     | الشهيد جمال راتب امين ريماوي.                | 1/1/1990        | 10    | الشهيد احمد معين الريماوي.            | 10/17/2023      |       |                                  |                 |

## شخصيات ملحوظة
- قاسم الريماوي: مجاهد وهو أول رئيس وزراء فلسطيني سابق للمملكة الأردنية الهاشمية.
- عبد الله الريماوي: وزير خارجية الأردن الاسبق وامين عام حزب البعث العربي الاشتراكي في الأردن وفلسطين اتهم بتدبير انقلاب على النظام الملكي في الأردن عام 1957
- عبد الله البرغوثي: مهندس وقائد كتائب عز الدين القسام سابقاً في الضفة الغربية، أسير في السجون الإسرائيلية، يقضي حاليا حكماً من أعظم الأحكام في التاريخ بالسجن المؤبد 67 مرة، إضافة إلى خمسة آلاف ومائتي (5200) عام؛ لمسؤوليته عن مقتل 67 إسرائيلياً.
- عماد البرغوثي: أستاذ فيزياء الفضاء في جامعة القدس.
- فهد الريماوي: صحفي واديب يعتبر من الرعيل الصحافي الأول في الأردن.
- علي محمود الريماوي: شاعر فلسطيني
- علاء الريماوي: إعلامي وكاتب فلسطيني وباحث مختص في شؤون القدس والاستيطان الإسرائيلي، ومحلل سياسي وخبير بالشأن الإسرائيلي.